# راهبه‌مرغ رخ‌سفید
راهبه‌مرغ رخ‌سفید (نام علمی: Hapaloptila castanea)، گونه‌ای از پرندگان نزدیک گنجشک‌سان از خانواده پفی‌مرغان (شامل پفی‌مرغ‌ها، راهبک‌ها و مرغ‌های راهبه) است که در کلمبیا، اکوادور و پرو یافت می‌شود.